# Salinamexus
Salinamexus is een geslacht van kevers uit de familie van de kortschildkevers (Staphylinidae).

## Soorten
- Salinamexus browni Moore & Legner, 1977
- Salinamexus koreanus Jeon & Ahn, 2007
- Salinamexus reticulatus (Moore & Legner, 1977)